# تيري نيكولز
وُلد تيري لين نيكولز في 1 أبريل 1955، وهو إرهابي محلي أمريكي متهم بكونه شريكا في تفجير مدينة أوكلاهوما. قبل اعتقاله، عمل تيري في عدة وظائف قصيرة المدى، حيث عمل كمزارع ومدير رافعة الحبوب ورجل عقارات، كما عمل في مزرعة لتربية المواشي. تقابل تيري مع المتواطئ المستقبلي الآخر تيموثي مك فاي أثناء خدمته القصيرة في جيش الولايات المتحدة والتي انتهت في 1989 عندما طلب إعفاءه من الخدمة بعد أقل من سنة واحدة. في 1994 و1995، تواطأ مع مك فاي في تخطيط وتجهيز تفجير مدينة أوكلاهوما أو انفجار السيارة المفخخة في مبنى ألفريد مورا الفيدرالي في أوكلاهوما سيتي، أوكلاهوما في 19 أبريل 1995. حصد الانفجار أرواح 168 فردا.
بعد محاكمة فيدرالية في 1997، اتُهم نيكولاس بالمؤامرة لاستخدام سلاح دمار شامل وثمانية أحكام بالقتل الخطأ لقتله أفراد تنفيذ القانون الفيدراليين. حُكم على تيري بالسجن المؤبد بدون إمكانية الإفراج المشروط بعد أن استنأنف القاضي عقوبة الإعدام. تعرض تيري للمحاكمة أيضا في أوكلاهوما بخصوص اتهامات بالقتل المرتبط بالانفجار. حُكم على تيري في 2004 بعدد 161 قتل متعمد من الدرجة الأولى، بما في ذلك قتل لجنين وإحراق الممتلكات والمؤامرة. كما في المحاكمة الفيدرالية، استأنف القاضي على تنفيذ حكم الإعدام. حُكم على تيري بعدد 161 سجن مؤبد بدون إمكانية الإفراج المشروط محطما رقما قياسيا في موسوعة غينيس للأرقام القياسية، وهو معتقل في سجن شديد الحراسة في إيه دي إكس فلورنس قرب فلورنس، كولورادو. شارك تيري زنزانة يُشار إليها باسم «حجز المفجرين» مع كل من رمزي يوسف وإريك رودولف وتيد كازينسكي.

## سنواته المبكرة
وُلد نيكولز في لابير، ميشيغن، وترعرع في مزرعة إذ كان ثالث أطفال جويس وروبيرت نيكولز الأربعة. ساعد تيري والديه في المزرعة، إذ تعلم استخدام الأدوات وكيفية الحفاظ عليها. طبقا لدينفر بوست، فقد كان يهتم بالطيور والحيوانات المجروحة.

## البلوغ
ارتاد نيكولز مدرسة لابير الثانوية حيث أخذ فصولا اختيارية في قوانين الصناعات اليدوية والأعمال. طوال فترة المدرسة، وصفه أصدقاؤه بالخجل. في أثناء فترة مدرسته الثانوية، لعب كرة القدم الأمريكية للشباب، والمصارعة، كما كان عضوا في فريق التزلج. قال أخوه جيمس أن تيري كان ماهرا في الأعمال الفنية كما كان ذكيا. تخرج تيري من المدرسة الثانوية في 1973 بتقدير دراسي عام 3.6 مع طموح بأن يصبح فيزيائي.
التحق تيري بجامعة سنترال ميشيغان، ولكنه واجه بعض الصعوبات في التأقلم مع الحياة الجامعية، واستُبعد بعد فصل دراسي واحد. في 1974 بعد أن أصيب أخاه ليزلي بحروق شديدة في انفجار مخزن وقود في المزرعة، عرض على أخيه أن يقدم له جلده للترقيع. حاول تيري العمل في المزرعة مع أخيه جيمس لفترة، ولكنهما لم يتأقلما سويا إذ أحس أن أخيه جيمس متسلط. لاحقا انتقل إلى كولورادو وتحصل على رخصة للعمل في العقارات في 1976. بعد فترة قصيرة من نجاحه في تحقيق أول عملية بيع كبيرة، أخبرته والدته أنها تحتاج مساعدته في المزرعة فعاد إلى ميشيغن.
في 1980، قابل نيكولز وكيلة العقارات لانا والش المطلقة مرتين والأم لطفلين والتي كانت تكبره بخمس سنوات، وتزوجا وحظيا بطفل هو جوشوا في 1982. أثناء هذا الزواج، التحق نيكولز بعدة وظائف جزئية لفترات قصيرة مثل النجارة وإدارة مصعد حبوب وبيع تأمين الحياة والعقارات. طبقا للانا، فقد كانت هي صاحبة العمل بينما كان نيكولز رب المنزل إذ قضى معظم وقته في المنزل بينما كان الأطفال يطبخون ويهتمون بالحديقة.
لم يحب نيكولز حياة المزرعة قط، وفي 1988 بعمر الثالثة والثلاثين حاول نيكولز الهروب منها بإدراج اسمه في القوات البرية للولايات المتحدة. أُرسل نيكولز إلى فورت بينينغ قرب كولومبوس، جورجيا من أجل التمرينات الأساسية. لكونه أكبر الرجال سنا في الفصيلة، فقد واجه صعوبات في الجانب البدني من التدريب، وكان الرجال الآخرون يطلقون عليه أحيانا «الجد». إلا أنه عُين قائد الفصيلة بعد فترة قصيرة بسبب سنه. كان تيموثي مك فاي في فصيلته وأصبحا صديقين بسرعة. كان لهما خلفية متشابهة: ترعرع كل منهما في منطقة ريفية وكره كل منهما العمل مع السود والتحق كل منهما بالجامعة لفترة وكان والدهما مطلقين. تشاركا الآراء السياسية أيضا والاهتمام بمجموعات الأسلحة وحركة البقاء. التحق كل منهما لاحقا بفورت رايلي، جنكشن سيتي، كانساس، حيث تقابلا وأصبحا صديقين لرفيقهما المستقبلي مايكل فورتير.

## التفجير
في 22 سبتمبر 1994، استأجر تيري نيكولز ومك فاي مخزنا وبدأ تجميع المعدات لتفخيخ الشاحنة. في آخر سبتمبر أو أول أكتوبر، سرق نيكولز ومك فاي ديناميت وفتيلة تفجير من مقلع قريب. بدأ نيكولز شراء كميات كبيرة من مخصبات نترات الأمونيوم وخزنها في مخزن ثلاثي استأجره قبلا. سرق نيكولز أيضا تاجر أسلحة في أركنساس كان صديقا له هو ومك فاي في العديد من أعمال الأسلحة.
في فبراير 1995، اشترى نيكولز بيتا صغيرا في هرينغتون، كانساس. في مارس 1995، اشترى وقود محرك ديزل. في 14 أبريل، أعطى نيكولز مك فاي بعض الأموال طبقا لشهادة مك فاي. في 16 أبريل في عيد القيامة، قاد نيكولز ومك فاي إلى أكولاهوما سيتي. في 18 أبريل قبل يوم من التفجير، ساعد نيكولز مك فاي على إعداد الشاحنة المفخخة عند بحيرة بجانب هارنغتون. لاحظ مك فاي تردد نيكولز وفورتير بالانسحاب الجزئي من المؤامرة قائلا «هل أصبح الرجال الذين كانوا يتحدثون بشراسة في النهاية جبناء كالأطفال والعاهرات؟». كان نيكولز في البيت في كانساس مع عائلته عند وقوع التفجير.